# 戰鬥司書系列
《戰鬥司書》系列是山形石雄的出道作，前嶋重機插畫的輕小說。第1集「戰鬥司書與戀愛爆彈」是日本集英社第4屆Super Dash小說新人獎大賞得獎作品。所有續作均以「戰鬥司書」為名，單行本全10集。
以有著製造無限蟻群、預測未來、時間靜止等特殊能力的武裝司書，與擁有同樣特殊能力的神溺教團戰士們的戰鬥為主軸。
2008年3月漫畫化，由篠原九負責作畫，在《Ultra Jump Egg》上連載，以第1集《戰鬥司書與戀愛爆彈》為漫畫名連載。電視動畫《戰鬥司書 The book of Bantorra》於2009年10月2日開始播放，於2010年4月2日結束，全27話。

## 故事簡介
自遠古開始，人死後的靈魂會被「過去神」邦特拉封在『書』中，收藏在地下的邦特拉圖書館。神離開人類後，管理圖書館和挖掘『書』的工作落在武裝司書身上。不少犯罪者亦會為自私的目的搜集、私藏及濫用『書』，其中最主要的是神溺教團。神溺教團為了他們的教義，無視別人的生命，奪取他人的『書』，而不斷與武裝司書對抗。

## 登場人物

### 武裝司書

#### 一級
哈繆絲＝梅瑟塔（聲優：朴璐美，年少時：喜多村英梨）
世界最強的武裝司書，邦特拉圖書館的代理館長。女性，年齡約三十歲上下，裝扮樸素，爆乳，性格冷酷好戰，希望有能夠殺死自己的好對手。曾與馬特阿拉斯特交往。喜歡縫紉，特別喜歡縫製小兔子。前代理館長馬奇亞所用來消滅露魯塔的武器之一，經過了馬奇亞的殘酷改造，令她將死亡視為快樂，導致精神不穩定。自小與迦克莉在研究所長大，被迦克莉視為姐姐。馬奇亞死後與迦克莉分別，在世界各地流浪，最後於圖書館島的縫紉店工作。在酒吧與馬特阿拉斯特相遇，因而加入了武裝司書。在二次世界末日時，被露魯塔所殺，之後以餵『書』能力進入露魯塔的假想內臟，以阻止世界末日。事件完結之後消失。
主要武器是投石器，作為遠距離狙擊，用了連追憶戰器也難以破壞的物料製造。投擲的物件沒有限制，小石、戰車部件、彈殼等等也可成為材料。發射最高速度可達音速的五倍，最大射程是三十五公里，靜物必中射程是二十五公里。
先天魔法權利是餵『書』，於死後才會發動，讓食『書』能力者強制性吞下被召喚者的『書』，而在完結後其『書』也會一併消失。後天魔法權利是「觸覺絲」，放出無色無形的絲，接收物件的感官資訊（視覺、聽覺等），最遠距離可達五十公里，數量可多達百億條。
馬特阿拉斯特＝巴羅力（聲優：大川透）
一級武裝司書，武裝司書五強之一。男性，經常穿著黑帽與黑色套裝，性格冷靜，說話輕佻，經常被人稱呼為騙子。嗜好是吸煙。曾與哈繆絲交往，而且身邊不乏各種女性。最年輕成為武裝司書的紀錄保持者，被稱為「天才」。與哈繆絲一起知道邦特拉圖書館的秘密，同時是她的得力助手，竭力掩藏真相。在二次世界末日後，獨力承擔一切罪行，被判死刑。於扺往死刑前逃脫，之後為了收集眾人的故事，於世界各地流浪。
主要武器是槍械。常用手槍名為「索普拉尼諾」，專用武器名為「提諾爾」的來福槍，威力等同坦克炮。
魔法權利是預測兩秒後內的未來。戰鬥中可以預測對手的行動，以進行攻擊及迴避。
伊蕾伊雅＝凱蒂（聲優：竹口安藝子，年少時：田村由香里）
一級武裝司書，最年長的武裝司書，武裝司書五強之一，主要職責是武裝司書見習生的指導教官。女性，年齡約六十歲，個性平易近人，深受武裝司書們的信賴。年輕時衝動好戰，為別人所畏懼。在邦特拉圖書館的圍城戰中力竭之時，被手持炸彈的「蒼淵咒病」感染者炸死。在二次世界末日中，被哈繆絲召喚進入露魯塔的假想內臟內以少女之姿現身。事件完結之後消失。
主要武器是空手，腕力驚人。年輕時喜歡身穿鐵甲及使用五公尺的鐵製棍棒。
魔法權利是時間控制，可以將視野範圍內所有物件的時間流動。
摩卡尼亞＝弗魯路（聲優：石田彰）
一級武裝司書，與哈繆絲並列最強的武裝司書。男性，年齡約二十三歲，性格內向孤僻。因自己本身的能力過於強大，而感到害怕，並將自己封閉在圖書館深處。在武裝司書與昆因貝克斯帝國的戰爭中，錯手殺死前來慰問的少年音樂團而感到自責，自此將自己封閉在圖書館內。由於神溺教團所造的偽造母親蕾娜絲而反叛邦特拉圖書館，被哈繆絲追擊，最後自殺而死。在二次世界末日中，被哈繆絲召喚進入露魯塔的假想內臟內。事件完結之後消失。
魔法權利是製造並控制數量龐大的肉食蟻群。
尤奇佐納＝哈姆羅（聲優：小西克幸）
一級武裝司書，武裝司書五強之一。男性，性格沉實冷傲，體弱多病，搭擋為其妹尤莉。由於能力過於殘忍，所以未被派予參加與神溺教團間的戰爭，僅被派予守護梅利奧托公國內現代管理廳的閒職。面上戴有面巾，遮蓋了面的下半部。是被指名為下任代理館長的人選。在二次世界末日之後，因為能力使用過度，無法再次戰鬥，所以回到故鄉進行療養。
魔法權利是「腐壞波動」，能令金屬生鏽毀損、不會生鏽的物體溶解、運動中的物體停止、有生命的物體立即衰老殘弱。
飛奇＝庫因（聲優：竹本英史）
一級武裝司書。男性，以最快記錄突破邦特拉圖書館迷宮的武裝司書。在摩卡尼亞反叛邦特拉圖書館時，企圖暗殺冒牌蕾娜絲，被摩卡尼亞殺死。在二次世界末日中，被哈繆絲召喚進入露魯塔的假想內臟內。事件完結之後消失。
主要武器是小刀。
魔法權利是「鋼海潛行」，能於地面和牆壁像於海中一樣潛行。

#### 二級
畢札克＝齊格拉斯（聲優：後藤哲夫）
二級武裝司書，男性，年齡過四十歲，視沃肯為子姪。頭上戴有鋼盔。在與沃肯交戰敗陣後，被達托姆偷襲致死。在二次世界末日中，被哈繆絲召喚進入露魯塔的假想內臟內。事件完結之後消失。
主要武器是來福槍，力量足以打穿戰車的裝甲。
魔法權利是突擊，可以一瞬間提升速度。
邦伯＝塔特馬爾
二級武裝司書，武裝司書五強之一。男性，身型肥胖，非常執著於食物。在二次世界末日之後，成為了國際和平維持軍的領導。
魔法權利是馭鯨。可以指揮鯨魚於天上飛行或潛入海中，專長於海戰，可以一人擊破一隊艦隊。
凱撒莉羅＝朵朵娜（聲優：廣橋涼）
二級武裝司書。女性，年齡約二十四、五歲。身材嬌小，擁有娃娃臉。言行舉止有些稚氣，喜歡往人的肩膀或桌子上跳。里茲力的指導者。
主要武器是身上大量的手槍。
魔法權利是同時控制十二把飄浮於空中的手槍。每把手槍都有神槍手的準確度，並有破壞戰車裝甲的威力。
路易克＝哈魯特艾恩（聲優：遠藤大輔）
二級武裝司書。男性，身形巨大，有頂到天花板的身高，體重大約三名普通男子的總和，身上覆蓋了粗黑的體毛。伊斯摩共和國出身。
主要武器是重量超過一百公斤的鐵槍。
魔法權利是身體強化，能將自己的肉體強化，衝擊敵人。
葛摩（聲優：竹内良太）
二級武裝司書。男性，五官極度敏銳，用以追蹤敵人。伊斯摩共和國出身。
魔法權利是五感強化。
札姆爾
二級武裝司書，男性。
霍尼
二級武裝司書，男性。
馬法
二級武裝司書，實力與凱撒莉羅匹敵的男性武裝司書。
主要武器是纏有火蛇的長鞭，動畫版中死於人肉炸彈之攻擊。

#### 三級
米蕾波可＝凡蒂兒（聲優：澤城美雪）
三級武裝司書，洛蘿緹的指導者。女性，平時穿著軍服，性格嚴肅認真。原昆因貝克斯帝國的預備軍官，由哈繆絲提拔進入武裝司書。與沃肯及路易蒙為同期生。戰鬥能力一般，主要負責後方支援工作，備受其他武裝司書的重視。在二次世界末日時，被露魯塔以「無淚終結之力」催眠。拉斯哥爾犧牲自己將她喚醒，繼承了迦克莉「心魂共有」的能力，加上「思考共有」的能力將全世界的人喚醒，並將思念送給假想內臟內部的露魯塔，最終阻止了世界末日。十年後成為了「歷史保護局」的理事長。
在動畫第五集因為沃肯的叛逃從最初的擔心不解到最終了解自己愛上沃肯，而下決心抹去與沃肯相處的記憶，讓自己變回以工作第一理性的人。
主要武器是長劍和手槍。
魔法權利是「思考共有」。只要知道對方的名字和樣貌，就可以將自己思想傳給對方，無視距離的阻隔。一般情況下只可傳遞訊息，有經過專門鍛鍊的人亦可以對話。
沃肯＝馬克馬尼（聲優：中村悠一，年少時：木村はるか）
三級武裝司書。男性，體格纖細的綠髮少年。年齡約二十歲，性格嚴肅認真，特別重視身為武裝司書的「正義」，非常不滿哈繆絲的處事手法。平時穿著傳統武裝司書制服，與米蕾波可及路易蒙為同期生。由於為彈劾哈繆絲搜找證據，與奧莉薇亞叛出邦特拉圖書館，被哈繆絲告知邦特拉圖書館的秘密後，被哈繆絲殺死。在二次世界末日中，被哈繆絲召喚進入露魯塔的假想內臟內。事件完結之後消失。
主要武器是十二把鐵環短刃。可以手握或遙控短刃作攻擊，亦可以作為踏板於空中行走。
先天的魔法權利是製造幻影，幻影的目標及數目沒有限制，難以用普通方法分辨。由魔法審議得到的魔法權利是舞劍，可以自由遙控短刃。
明斯＝伽扎因（聲優：三宅健太）
三級武裝司書。男性，年齡約二十五歲。身體強壯，個性粗野，但又有其冷靜的一面。因能力關係，主要從事後方支援工作，戰鬥能力一般。原本是伊斯摩共和國的盜賊，被伊蕾伊雅逮捕後加入武裝司書。在卡酋亞死後，成為新任樂園管理者，建立了人類進步財團掩飾神溺教團的活動。在二次世界末日之後，繼續以人類進步財團的名義貢獻社會。
主要武器是單手劍及手槍。
魔法權利是「聖潔眼」，能看穿別人靈魂的本質，專長於搜查犯人及尋找叛徒。
尤莉＝哈姆羅（聲優：佐藤利奈）
三級武裝司書。女性，尤奇佐納的妹妹，同時兄妹兩人也是搭擋，非常關心哥哥的身體狀況。行事心狠手辣，對哥哥的安全有危險的人都會加以排除。在二次世界末日之後，陪伴尤奇佐納回到故鄉進行療養。
主要武器是巨大手槍。
魔法權利是治療尤奇佐納的能力。
路易蒙＝曼哈頓（聲優：遠藤大智）
三級武裝司書。男性，身材高大，體格強壯，與沃肯及米蕾波可為同期生。在托亞托礦山被自爆的人類爆彈殺死，死後他的書被札托偷走而吃掉。在札托的假想內臟內阻止了札托的意識奪回他的身體。
武器是刺刀及手槍。
里茲力＝卡隆（聲優：阿部敦）
新人武裝司書。男性，十八歲。身材矮少瘦弱，有張可愛的娃娃臉。擅長做料理。
主要武器是長劍及手槍。
黛娜＝塔諾
新人武裝司書。女性。整天睡眼惺忪，常常會說出令人不明白的說話。

#### 見習生
洛蘿緹＝瑪爾伽（聲優：戶松遙）
武裝司書見習生。女性、茶色膚色、美乳，年紀17~19歲，擅長肉博戰，有著不殺人的信念，性格天真率直、做事認真。兩膝、兩肘和拳頭也纏有草繩。出生於昆因貝克斯帝國南方其中一個島嶼，父親是村長。島嶼由於時代的改變而逐漸荒廢，在父親死後被趕出村落，加入了武裝司書，之後仍然一直出資資助村落的生活。因為「怪物」事件，幫助了艾恩立凱，而互相友好。在追查「蒼淵咒病」事件中，打算消除阿奇多對武裝司書的仇恨，但被卡酋亞及達托姆殺死。在二次世界末日中，被哈繆絲召喚進入露魯塔的假想內臟內。事件完結之後消失。
主要武器是空手，能空手打偏子彈。
楊庫＝庫因
武裝司書見習生。年齡約十五歲的少年，外型瘦削，但肌肉結實。與洛蘿緹同村出身，因為非常景仰洛蘿緹而加入武裝司書，希望能和洛蘿緹一樣為村落作出貢獻。十分重視沒有血緣關係的九歲妹妹瑪妮。洛蘿緹死後，性格變得十分偏激，誓要向武裝司書和神溺教團報仇。後來被馬特阿拉斯特說服加入神溺教團。
魔法權利是操控泥，能從體內生產不具形體的泥，並可以自由控制其性質。可以堅硬如石，又可以柔軟如水。

#### 前任
佛特納＝巴多加蒙（聲優：古澤徹）
上一任邦特拉圖書館的代理館長。男性，臉孔像少年，卻擁有一頭白髮。待人待己非常嚴格，重視人命及『書』。企圖向露魯塔挑戰，但被馬特阿拉斯特及哈繆絲阻止。被他們使用了虛構抹殺杯阿葛克司清除了記憶，現時在祖國梅利奧托公國過著平凡的生活。
魔法權利是「夢想侵略」，能用意念影響現實。如他認為能夠斬斷目標，目標就會被斬斷。戰鬥時會使用棒子，以配合進行確定意念的儀式。
馬奇亞＝德基希亞特（聲優：寺杣昌紀）
兩任前的代理館長。男性，一身豪華裝束，左眼戴有黑桃型的眼罩。性格悠然自在，工作態度散漫，將所有工作交由輔助官及顧問處理。向露魯塔挑戰後，被露魯塔賦予隱藏行蹤的魔法權利。之後他辭去代理館長，在研究所製造出哈繆絲及迦克莉兩名少女，作為消滅露魯塔的武器。
主要武器是長劍。
魔法權利是預知能力。
馬斯萊伊＝卡奈爾
邦特拉圖書館的第一任代理館長，他訂立了邦特拉圖書館及武裝司書的雛型。

### 神溺教團

#### 真人
希葛爾＝克魯凱撒（聲優：置鮎龍太郎）
神溺教團的真人，殘酷貪婪，執著於賺取金錢。利用追憶戰器之一「修羅幕飛」及「龍骸咳」病原體，並控制人類爆彈向哈繆絲挑戰。成功將哈繆絲迫上絕路，但最後被克里歐所殺。
剛邦傑爾＝古洛夫（聲優：納谷六朗）
神溺教團的真人，目的是創造出世界最強的「怪物」。在荒島培養神溺教團少年，讓他們自相殘殺，並將他們的『書』提供給札托使用，奪取他們的能力，將札托培養成「怪物」。在計劃制作「怪物」完成後，被哈繆絲所殺。
動畫版改為被艾恩立凱所殺。
帕妮＝帕魯曼達（聲優：林真里花）
神溺教團的真人，在神溺教團操作下，成為極受歡迎的已故女演員。本名莉莎＝帕妮絲。因為失去自信而自暴自棄，企圖得知拉斯哥爾的行蹤，被神溺教團放棄後由佛特納殺害。
迦克莉＝可可多（聲優：野中藍）
神溺教團的真人，又稱「堇之罪人」。褐色皮膚，一頭堇色的頭髮。因帶領擬人們及凡德＝魯加對抗神溺教團而被殺，知道摧毀「天國」的秘密—「堇色願望」。她是前代理館長馬奇亞所用來消滅露魯塔的武器之一。自小與哈繆絲在研究所長大，視哈繆絲為姐姐。馬奇亞死後與哈繆絲分別，企圖接觸露魯塔，被露魯塔拒絕。之後以自己的能力控制別人，組織武裝勢力，加入神溺教團，再次與露魯塔接觸，試圖控制露魯塔自殺。在知道露魯塔與妮妞的過去後，失去「心魂共有」的能力，變成廢人，哈繆絲隨即將她殺死。死前遺留下「心魂共有」的能力。
魔法權利是「心魂共有」，不僅能夠與別人用思考對話，還能夠讀取對方的情感，並賦予對方新的感情。

#### 擬人
溫凱尼＝畢傑（聲優：野島健兒）
身材矮小的禿髮男性，被培養成專門對付摩卡尼亞的戰士。小時候，因為母親的關係加入神溺教團。表面是新聞記者，實際是神溺教團的連絡員。成功以偽造母親蕾娜絲挑撥摩卡尼亞反叛邦特拉圖書館。在摩卡尼亞自殺後，被哈繆絲所殺。在二次世界末日之中，在露魯塔的假想內臟內被卡酋亞消滅。
魔法權利是將自己的身體變成石油。
阿爾梅＝諾頓（聲優：平田宏美）
戀慕於希葛爾的女性戰士，皮膚黝黑，頭髮是鐵鏽般的紅色，身穿男性禮服。性格殘酷，討厭別人的憐憫。喜歡希葛爾，因希葛爾間接為拉斯哥爾所殺，決心叛出神溺教團，追蹤拉斯哥爾。在追蹤拉斯哥爾的行蹤時，與米蕾波可交戰，被她與馬特阿拉斯特聯手所殺。在二次世界末日之中，在露魯塔的假想內臟內被卡酋亞消滅。
武器是赤鐵色的短鈍劍，用作打擊武器。
魔法權利是「觸覺絲」，放出無色無形的絲，接收物件的感官資訊（視覺、聽覺等），最遠距離有五百公尺，數量不多於十條。
卡酋亞＝畢因哈斯（聲優：大木民夫）
身任樂園管理者的老人，前一級武裝司書，實力高強，頭腦聰明。原昆因貝克斯帝國地主的兒子，天生就憎恨世界，希望破壞邦特拉圖書館，建立新的世界秩序。自從看見露魯塔的能力後，積極執行樂園管理者的任務，讓自己進入天國。成功以阿奇多的『書』製作「蒼淵咒病」病原體，計劃攻擊邦特拉圖書館，被追蹤洛蘿緹死亡真相的艾恩立凱擊殺。在二次世界末日之中，在露魯塔的假想內臟內被露魯塔消滅。
武器是長劍。
魔法權利是控制別人對自己的認知，製造出自己的幻影。
絲柔＝布亞克尼休（聲優：川澄綾子）
克里歐於『書』中看見的人物。故事時間點三百年前的人物，身穿純白的禮服，被稱為「常笑之魔女」。頭髮是花貓般的斑駁顏色，被克里歐稱為「貓色公主」。因預視在未來奮戰的克里歐而能力覺醒，並戀上克里歐。後來被懷扎夫以豐裕的生活迷惑，製造及囤積「龍骸咳」疫苗以謀取暴利。最後因為後悔，而斬殺懷扎夫，並接受審訊，被公開處死。
武器是常笑之魔刀－修羅幕飛。
魔法權利是預測未來，能預測千年後的未來。
懷扎夫（聲優：秋元羊介）
故事時間點三百年前的人物，以豐裕的生活迷惑絲柔的魔法師。因為絲柔後悔自己的所做所為，決定推翻神溺教團而被她斬殺。
夏洛特（聲優：楠見尚己）
迷戀奧莉薇亞的魔術師，擅長空間魔術，能短距離轉移物件。最後為保護奧莉薇亞而死。在二次世界末日之中，在露魯塔的假想內臟內被卡酋亞消滅。
達托姆（聲優：岸尾だいすけ）
身穿西裝、金髮的神溺教團戰士。原本是武裝司書，後來因為被神溺教團引誘而反叛邦特拉圖書館，不斷將情報洩露神溺教團。在沃肯反叛事件中，襲殺畢札克並嫁禍沃肯。之後與卡酋亞聯手殺死洛蘿緹，然後被卡酋亞所殺。
巴達
由卡酋亞招攬入神溺教團，志在將魔術與科學融合的瘋狂異端學者，成功研發「蒼淵咒病」病原體。
伯拉摩特＝梅伊夫（聲優：岩崎正寛）
跟隨剛邦傑爾的魔法師，負責訓練「怪物」。
魔法權利是控制身體所接觸的布。
札托＝隆多弘（聲優：浜田賢二）
擁有透明色頭髮的高大男性，身高185cm，性格殘酷。吃下艾恩立凱的『書』後，被艾恩立凱奪走身體。
魔法權利是吃『書』，吃下死者的『書』後可得到死者生時的能力。
洛可羅＝伯霸茲
神溺教團的男性戰士，身體強壯，面上有疤痕，聽命於溫凱尼。與溫凱尼潛入邦特拉圖書館，盜取修羅幕飛向哈繆絲挑戰而被殺。

#### 肉塊
克里歐＝東尼斯（聲優：入野自由）
被奪走記憶，身上被裝上爆彈，派遣作為殺害武裝司書哈繆絲的少年。年齡約十五歲上下。對殺害哈繆絲以外的事毫不關心，在追尋哈繆絲的途中遇見「貓色公主」絲柔的『書』，並愛上絲柔。依著絲柔在『書』中的指示，成功與希葛爾同歸於盡。在二次世界末日之中，於假想內臟內鼓勵了露魯塔，並將身上的小刀交給露魯塔，然後消失。
雷利亞＝布克華特（聲優：遠藤大輔）
派遣作為殺害武裝司書哈繆絲的人類爆彈少年，克里歐一伙的領導人。年齡約二十歲上下，尚有少量的記憶和人格殘留。與希葛爾見面時想同歸於盡，自爆而死。在生前有恩於艾恩立凱和克萌拉。
休耶＝夏福斯（聲優：江口拓也）
派遣作為殺害武裝司書哈繆絲的人類爆彈少年。年齡約十七歲上下。因爆彈失誤，自爆而死。
艾恩立凱＝畢斯海爾（聲優：野島裕史）
被剛邦傑爾選上，以培養為「怪物」的少年，想得到發自內心的笑容。與其他少年於荒島中接受訓練，對與同伴自相殘殺而感到後悔。被伯拉摩特殺死並被札托吃下『書』，後來成功奪取了札托的身體。「怪物」事件後，暫居於邦特拉圖書館，負責訓練武裝司書見習生。與洛蘿緹友好，在洛蘿緹死後為她復仇，擊殺卡酋亞。之後到處流浪，於奧莉薇亞口中得知「堇色願望」之後，決定回到邦特拉圖書館消滅露魯塔。在二次世界末日之後，繼續流浪的生活。
魔法權利是雷擊。
克萌拉（聲優：後藤沙緒里）
於荒島上負責照顧艾恩立凱一伙的少女，非常討厭艾恩立凱。當荒島上的少年相繼被後被伯拉摩特殺死後，失去了生存的意願，被艾恩立凱所殺。
奧莉薇亞＝利崔特（聲優：大原沙耶香）
小時候曾與凡德＝魯加相遇，建立了深厚的感情。之後被神溺教團捉走，並奪走記憶。在知道神溺教團的所為後，矢志奪回記憶。後來反叛神溺教團，被再次奪走記憶，並改造成蕾娜絲，導致摩卡尼亞反叛邦特拉圖書館。事件完結後，重奪部份記憶，為取回自動人偶優克優克，與沃肯一同叛出邦特拉圖書館。沃肯反叛失敗後，被哈繆絲追殺而成功逃脫。將「堇色願望」傳遞給某人後，自願清洗記憶，回到邦特拉圖書館。
魔法權利是解除虛構抹殺杯阿葛克司的記憶刪除。
動畫版「堇色願望」傳達完後未自願清洗記憶，也未回到邦特拉圖書館。

### 其他
蕾娜絲＝弗魯路（聲優：大原沙耶香）
摩卡尼亞的母親，年輕時被領主威逼而生下摩卡尼亞，溺愛摩卡尼亞，討厭欺壓弱小的人。溫凱尼將奧莉薇亞改造成蕾娜絲，令摩卡尼亞反叛武裝司書。事件完結後，她的記憶回復，變回奧莉薇亞。
伊雅＝米拉（聲優：吉田聖子）
於托亞托礦山居住的少女，卡特赫洛的戀人。
卡特赫洛＝瑪歇亞（聲優：中田隼人）
於托亞托礦山居住的少年，伊雅的戀人，偶然地得到絲柔的『書』的缺頁。
拉斯哥爾＝奧塞羅（聲優：川久保潔、中津川南美）
傳說中的神秘『書』商，負責將死者的『書』，送給死者所盼望的對象手中，有著各種各樣的形象。本來是人類，擁有制服司書天使的力量。因為希望可以旁觀整個世界的故事，所以與司書天使融合，得到永恆的生命。融合之後化身成為逝去石劍—夜，可以將外表變成不同的人，如老人、少女等，並將死去的人變成『書』。在二次世界末日之中，因為想故事更加精彩，所以決定犧牲自己喚醒米蕾波可。
動畫版改為老人型態被米蕾波可與卡爾梅聯手殺死後，以少女之姿重現。
凡德＝魯加
神溺教團製造的兵器，擁有鉛製身體的人偶，他改變了奧莉薇亞生命。
（聲優：釘宮理惠）
憎恨武裝司書的少年。在武裝司書與昆因貝克斯帝國的戰爭中，身為少年音樂團的團員前往慰問，但因病缺席而逃過一劫，自此非常憎恨武裝司書。死後的『書』成為「蒼淵咒病」病原體，最後因洛蘿緹的關心而放棄憎恨。
瑪妮
與楊庫一起生活，但沒有血緣關係的妹妹，九歲。

### 樂園時代
露魯塔＝庫沙庫納（聲優：櫻井孝宏）
外表像個少年，身形嬌小而稚氣，左半身有刺青，頭髮是透明色。露魯塔本來是一個人類，被預言為拯救世界的救世主。在最終決戰之前，與妮妞相戀，令妮妞被烏艾奇沙爾視為眼中釘。後因被烏艾奇沙爾設計而失去妮妞的記憶，錯失了拯救妮妞的機會。打敗了終章猛獸後，閱讀了妮妞的『書』，得回對妮妞的記憶，知道她成為了終章猛獸的統御者「虛無髮色的石像」。他決定吃下妮妞的『書』，控制了終章猛獸，支配了整個世界。他逼使世人將擁有幸福人生的人的『書』獻給他，企圖令妮妞回復原狀。平時化身成一顆樹，居住於邦特拉圖書館第二封印書庫。他是邦特拉圖書館的館長，亦是神溺教團口中「天國」的真身。在二次世界末日之中，以「無淚終結之力」催眠全世界，並把哈繆絲殺死。哈繆絲以餵『書』能力進入他的假想內臟內，在面臨失敗時把魔法權利轉讓給妮妞，開啟了二次世界末日。最後在眾人的幫助下，再次打敗妮妞，然後死亡。死後變成一本巨大的『書』，擺放於「歷史保護局」供人參觀。
魔法權利是吃『書』，吃下死者的『書』後可得到死者生時的能力。
妮妞（聲優：能登麻美子）
樂園時代的被稱為「歌人」的民族的少女。年齡約十幾歲，身穿貫頭衣，頭上戴有公雞羽毛。一頭金色頭髮，有紫紅色的瀏海，蓄有辮子。希望以歌聲拯救世界上的人，消除他們的痛苦。性格天真無邪。她用歌聲拯救了露魯塔，而與露魯塔相戀。因為烏艾奇沙爾認為她令露魯塔變弱，會失去救世主的能力，所以殘忍殺害她。死後被奧倫托拉勸誘成為終章猛獸的統御者「虛無髮色的石像」，企圖毀滅世界。露魯塔知道真相後把她的『書』吃掉，她在露魯塔的「假想內臟」中，仍然不斷說服露魯塔毀滅世界。在二次世界末日之中，在露魯塔面臨失敗時把魔法權利轉讓給她，開啟了二次世界末日。最後再次被露魯塔打敗，然後消失。
魔法權利是讀取他人感情的能力。
原型可能是印度教的雪山神女。
烏艾奇沙爾＝梅利奧托
梅利奧托王國的國王，極度崇拜露魯塔。以鐵腕手法統治國家，只注重對露魯塔有貢獻的人，反對一切享樂、反戰及懦弱的人。自從露魯塔與妮妞相戀後，認為妮妞令露魯塔變弱。他使用阿葛克司令露魯塔失去妮妞的記憶，再將她殘忍殺害。妮妞死後，她發動了終章猛獸殺死烏艾奇沙爾。
希哈克＝央莫
梅利奧托王國的士兵，三十歲上下的男性，育有一子卡洛伊。性格懦弱膽小，曾經在戰場上逃走而被人嘲笑，被露魯塔啟發後變得勇敢。
魔法權利是將身體變成樹。

## 用語
創世神話與神
傳說亙古以前，世上出現了一位『起始與終焉的管理者』。最初，『起始與終焉的管理者』耗費了百萬年才從混沌之中創造出了天、地、海。接著，他將剩餘的混沌凝結並加以削整，花了十萬年創造了動物和植物。之後，再將剩餘的混沌加工，花了一萬年創造了人類。最後，他切開自己的身體造出了三尊神。這三位分別是『掌管未來的管理者——奧倫托拉』、『掌管現在的管理者——托伊托拉』、『掌管過去的管理者——邦特拉』。『起始與終焉的管理者』將世界交給這三位新任管理者後便陷入了長眠，於是世界就誕生。
世界的起源神話，似是由基督教的上帝轉向印度教的三大主神。
『書』
是當人死了之後，靈魂結晶而成的化石。大多數半透明的，完整的『書』是略比手心大的長方形，亦有一些是缺頁的或是支離破碎的。一旦用空手接觸到『書』，就會體驗到死者的一生。當接觸到『書』的缺頁，就只能讀取一部份記憶。基本上，大部份『書』也會收藏於邦特拉圖書館，亦有一部份是私人收藏，而且有專門賣『書』的組織販賣『書』作不法用途。
武裝司書
負責管理、上架及借閱邦特拉圖書館內『書』的人。另外亦會進行搜索被偷走的『書』、捉拿兇惡的罪犯或調停戰爭等等的任務。由於要進出邦特拉圖書館的迷宮，還有打倒守護圖書館的衛獸，所以成為武裝司書的條件主要以實力為主，性格、出身與過去的經歷完全不會過問。亦有專門培養武裝司書的學校。武裝司書需要戴上刻有象徵過去的赤銅色門鎖的徽章，但佩戴位置並沒有特別規定。
邦特拉圖書館
位於海洋上的一個島嶼，正中央山丘上的巨大城堡。建造的時間不詳，相傳是在遠古時代，世界管理者為了收錄所有人的歷史而建造的第一座圖書館。地上的城堡以及建築物，是人類為了武裝司書或來訪者而建造的。圖書館底下有一個的巨大迷宮書庫，共分五層。迷宮書庫內滿佈魔物，又稱作衛獸，牠們不分敵我攻擊入侵者。迷宮書庫禁止開放予一般人，只有代理館長及有代理館長權限的人可以進入第一、二層。愈重要的人的『書』、道具及武器等，會封印於愈下層的迷宮書庫中。
二次世界末日事件後，邦特拉圖書館、武裝司書被廢除，改制為「歷史保護局」。
神溺教團
神溺教團是所有的國家，以及武裝司書全力取締並禁止的邪教。神溺教團的教義只有一項：「人神合一，汝等靈魂即是神之靈魂。汝等幸福即是神之幸福，汝等悲歎即是神之悲歎。專心致志於實現自身願望，所有一切皆是為了天神。」所以他們肯定金錢慾、名譽慾、食慾、色慾、支配慾、破壞慾等所有的欲望。他們為實現自己願望的所有手段都是正當的行為，阻礙自身願望的人事物都必須排除，而且伴隨而來的犧牲都應當被允許。於是，神溺教團的信徒可以面不改色地做出任何毫無人道的行為。他們相信只要為了天神盡心盡力地奉獻，死後『書』就會收藏到天國，而不是在邦特拉圖書館。
真人
神溺教團中最高的階級。成為真人的條件是欲望的大小以及純粹的程度，欲望越大越純粹，達成時的喜悅也會跟著越大，就愈能取悅天神。真人是為了取悅天神而存在，真人若不能達到這目的就會被放棄。
擬人
沒有純粹慾望的神溺教團信徒，就只能成為擬人。他們要奉獻自己的心力讓真人能够更加幸福，令天神更加喜悅。他們亦是教團的基層，實際的行動者。一般來說是為了能在死後進入天國而努力，但不亦乏為了個人慾望而加入的人。
樂園管理者
雖然階級是擬人，但實際上是神溺教團的領導人。工作負責管理所有擬人，與武裝司書對抗，隱藏天國的秘密，並會選擇真人的人選。
肉塊
神溺教團四處拐走人類，奪走他們的記憶，將他們改造為有用的工具。這些人並不了解自己身處的狀況，智能已經完全退化。神智也幾乎都被完全破壞，甚至還有人連人話都不會說。有的被送上醫學實驗的實驗台、有的成為人類爆彈、有的則活生生地成為猛獸的飼料。
人類爆彈
神溺教團在肉塊的胸口裝上爆彈，用來擊敗哈繆絲＝梅瑟塔的工具。
魔術
又稱為魔法權利，是無視神所創造的世界公理的力量。只要進行魔術審議，將自我意識帶進由現在神管理的意識最深層，再將世界公理改成自己想要的形態。進行魔術審議的年齡少比較好，因為人會因為年齡的增長加強對常識的認知，妨礙世界公理的扭曲。得到魔法權利以後，可以繼續進行魔術審議強化能力的力量、精密度、使用時間等等。有一些人一出生就擁有魔法權利，他們的髮色都會異於常人。
追憶戰器
是樂園時代時司書天使使用的七種武器。
為了打敗終章猛獸，人類不斷獵殺司書天使，將追憶戰器送到露魯塔的手上。露魯塔得到勝利後，除了韻律結界舞悠拉拉，其他追憶戰器就四散於世界各地。名字均出自「說不完的故事」。
常笑之魔刀修羅幕飛：是以前專門殺人的天使所使用的武器，因曾經是「常笑之魔女」絲柔的佩刀，所以又稱「常笑之魔刀」。上面擁有用石頭打造而成並且非常寫實的蜘蛛雕刻，它的八只腳會張開咬住使用者的手，細如絲線般的刀身便從蜘蛛的尾端延伸出來。它能夠自己思考、攻擊並且防御，擁有「因果抺消能力」，可以分離出切割的過程還有切斷的結果。只要揮動它，就能夠任意切斷周圍的東西；只要握住它，它就會自動抵禦外來的襲擊，射程有五十公尺。威力會因使用者的邪惡程度而有所變化，愈邪惡的人，刀的威力會愈強。
虛構抹殺杯阿葛克司：是一個稍微大於手掌的銀色杯子，其底座有時貌似猴子頭部、有時則貌似蠶豆莢。有時如同一個十二面骰子，還會變形成十多種形狀。它的效力就是消除人的記憶，只要注入水並且朝著杯子細語想要消除的記憶內容，再喝光水即可。
自動人偶優克優克：七種追憶戰器地位最低，亦有為數不少的複製品。當幾個人合力進行魔術審議時，可以將得到的魔法權利累積於自動人偶優克優克。進行魔術審議的人可以發動該魔法，但能用一次魔法，下次再用需要重新進行魔術審議。雖然效用不大，不過根據使用方法不同，就會發揮出最強大的力量。
常泣魔劍阿赫萊伊：是一把長約中指，仿造青蟲外型的短劍。與修羅幕飛具有相同的能力，不過威力更強。
大冥棍戈摩爾克：是一枝把籠罩著黑霧的棍棒，擁有一擊就可以擊碎大地的威力。雖然可以靠觸摸去了解它的形狀，但實際上是看不到的，據說任何看到它的人都會失去視力。
彩虹沙戰艦古拉歐古拉曼：是一艘散發出七彩光芒的飛船，實際是無數短劍般大小的鐵片聚合而成。它可以隨著持有者的意思，改變形狀，作出攻擊。
韻律結界舞悠拉拉：是附於人身上的常春藤紋身。擁有「因果抺消能力」，能夠展開成為無敵的絕對防御結界。
逝去石劍—夜：被稱為「應當不存在的第八把追憶戰器」。外形是一把小小的短劍，劍柄是由橡木所制成，其形狀則是人類的手腕，手腕的形狀好像是一個人抓向天空。用石頭制成的劍身從手肘部延伸出來，是和劍柄同樣長度，一把雙刀的直劍。只要將逝去石劍插入了死者的屍體，就能夠將人的靈魂變成化石『書』。

## 出版書籍
| 卷數 | 日文標題 | 中文標題               | 集英社         | 集英社                  | 青文出版社     | 青文出版社             |
| 卷數 | 日文標題 | 中文標題               | 發售日期       | ISBN                    | 發售日期       | ISBN                   |
| ---- | -------- | ---------------------- | -------------- | ----------------------- | -------------- | ---------------------- |
| 1    |          | 戰鬥司書與戀愛爆彈     | 2005年9月30日  | ISBN 978-4-08-630-257-8 | 2007年4月20日  | ISBN 978-986-156-894-2 |
| 2    |          | 戰鬥司書與雷之愚者     | 2006年1月30日  | ISBN 978-4-08-630-276-4 | 2007年7月20日  | ISBN 978-986-156-947-5 |
| 3    |          | 戰鬥司書與黑蟻迷宮     | 2006年4月30日  | ISBN 978-4-08-630-294-2 | 2007年9月25日  | ISBN 978-986-156-981-9 |
| 4    |          | 戰鬥司書與神之石劍     | 2006年7月30日  | ISBN 978-4-08-630-306-X | 2007年10月30日 | ISBN 978-986-209-096-1 |
| 5    |          | 戰鬥司書與追想魔女     | 2006年12月30日 | ISBN 978-4-08-630-333-7 | 2008年3月25日  | ISBN 978-986-209-325-2 |
| 6    |          | 戰鬥司書與草繩公主     | 2007年4月30日  | ISBN 978-4-08-630-352-3 | 2009年1月25日  | ISBN 978-986-209-530-0 |
| 7    |          | 戰鬥司書與虛言者的宴會 | 2007年8月30日  | ISBN 978-4-08-630-372-8 | 2009年4月25日  | ISBN 978-986-209-816-5 |
| 8    |          | 戰鬥司書與終章猛獸     | 2008年4月30日  | ISBN 978-4-08-630417-7  | 2009年7月27日  | ISBN 978-986-209-922-3 |
| 9    |          | 戰鬥司書與絕望魔王     | 2009年7月24日  | ISBN 978-4-08-630494-8  | 2009年11月18日 | ISBN 978-986-256-065-5 |
| 10   |          | 戰鬥司書與世界之力     | 2010年1月22日  | ISBN 978-4-08-630527-3  | 2010年7月25日  | ISBN 978-986-256-402-8 |

### 漫畫
改編自小說第1卷《戰鬥司書與戀愛爆彈》
原作：山形石雄、作畫：篠原九、人物設計：前嶋重機
| 卷數 | 集英社         | 集英社                 |
| 卷數 | 發售日期       | ISBN                   |
| ---- | -------------- | ---------------------- |
| 1    | 2009年1月19日  | ISBN 978-4-08-877589-0 |
| 2    | 2009年7月19日  | ISBN 978-4-08-877692-7 |
| 3    | 2009年11月19日 | ISBN 978-4-08-877768-9 |

## 電視動畫
《戰鬥司書 The book of Bantorra》，於2009年10月於Animax，BANDAI CHANNEL及BS11開始播放，於2010年4月完結。

### 製作人員
- 原作：山形石雄
- 原作插畫：前嶋重機
- 監督：篠原俊哉
- 系列構成：岡田麿里
- 人物原案：前嶋重機
- 人物設定：山田正樹
- 道具設定：橋本英樹
- 美術監督：池田繁美
- 色彩設計：大西峰代
- 撮影監督：北村直樹
- 特殊攝影：吉岡宏夫
- 編集：後藤正浩
- 音樂：平野義久
- 音響監督：本山哲
- 動畫製作：David Production
- 製作：邦特拉圖書館

### 主題曲
- 片頭曲1：「墮天國宣戰」

作詞：寶野亞莉華，作曲・編曲：片倉三起也，歌：ALI PROJECT
- 片尾曲1：「Light of Dawn」

作詞：安娜貝爾，作曲・編曲：myu，歌：安娜貝爾
- 片頭曲2：「星彩のRipieno」

作詞：佐咲紗花，作曲・編曲：小高光太郎，歌：佐咲紗花
- 片尾曲2：「Dominant space」

作詞：畑亞貴，作曲・編曲：myu，歌：結城アイラ

### 各話標題
| 話數   | 日文標題 | 中文標題                         | 腳本             | 繪畫              | 演出              | 作畫監督                                            |
| ------ | -------- | -------------------------------- | ---------------- | ----------------- | ----------------- | --------------------------------------------------- |
| 第1話  |          | 炸彈與書與沉沒的船               | 岡田麿里         | 篠原俊哉          | 市村徹夫          | 濱津武廣 門智昭（補佐）                             |
| 第2話  |          | 炸彈與公主與灰色的街道           | 猪爪慎一         | 木宮茂            | 木宮茂            | 青野厚司                                            |
| 第3話  |          | 炸彈與人類與死神之病             | 根元歲三         | 加瀨充子          | 吉澤俊一          | 小林亮                                              |
| 第4話  |          | 夕陽與絲柔與克里歐               | 花田十輝         | 東海林真一        | 津田尚克          | 海老原雅夫                                          |
| 第5話  |          | 背叛與杯子與曲折的小道           | 岡田磨里         | 加藤敏幸          | 加藤敏幸          | 町田真一                                            |
| 第6話  |          | 雷與怪物與功夫少女               | 根元歲三         | 友田政晴          | 友田政晴          | 高田潤 小林亮                                       |
| 第7話  |          | 笑容與假面與尋死的男人           | 花田十輝         | 小倉宏文          | 小倉宏文          | 宝谷幸稔                                            |
| 第8話  |          | 沼澤與夥伴與海邊的貝殼           | 猪爪慎一         | 阿部雅司          | 阿部雅司          | 濱津武廣 橋本英樹                                   |
| 第9話  |          | 真人與戰場與我的世界             | 猪爪慎一         | 吉澤俊一          | 吉澤俊一          | 堀内博之                                            |
| 第10話 |          | 怪人與母親與黑蟻之巢             | 根元歲三         | 中原禮            | 中原禮            | 小林亮                                              |
| 第11話 |          | 弱者與迷宮與女王的棋路           | 根元歲三         | 篠原俊哉          | 市村徹夫 吉澤俊一 | 青野厚司 海老原雅夫                                 |
| 第12話 |          | 過去與不合理與煙斗的煙           | 花田十輝         | 加藤敏幸          | 加藤敏幸          | 町田真一                                            |
| 第13話 |          | 假日與圖書與紅銹之髮             | 根本歲三         | 澤村壘            | 向井正浩          | 濱津武廣 橋本英樹                                   |
| 第14話 |          | 落日與說書人與幾個寓言（總集篇） | 根元歲三（構成） |                   | 津田尚充（構成）  |                                                     |
| 第15話 |          | 少女與少女與神之棲息地           | 根元歲三         | 篠原俊哉          | 津田尚充          | 須田正巳 菅原東 長谷川亨雄 SEO KYUNG ROCK           |
| 第16話 |          | 禁書與窩囊廢與聖潔之眼           | 花田十輝         | 木宮茂            | 木宮茂            | 小林亮                                              |
| 第17話 |          | 歸來與相遇與燃起的抹綠           | 岡田磨里         | 西本由紀夫        | 岸川寬良          | 堀内博之 清水勝祐 杉藤小百合                        |
| 第18話 |          | 螺旋槳與追憶與鉛人               | 岡田磨里         | 市村徹夫          | 市村徹夫          | 小谷杏子 宮前真一                                   |
| 第19話 |          | 傻瓜與虛空與舞動的人偶           | 岡田磨里         | 加藤敏幸          | 加藤敏幸          | 青野厚司 濱津武廣                                   |
| 第20話 |          | 悼念之鐘與書本與尋死的少年       | 猪爪慎一         | 山内重保          | 山内重保          | 町田真一 池内直子                                   |
| 第21話 |          | 憎恨與蒼與草繩公主               | 猪爪慎一         | 澤村壘            | 吉澤俊一          | 海老原雅夫 橋本英樹                                 |
| 第22話 |          | 空與結局與她的世界               | 花田十輝         | 阿部雅司          | 阿部雅司          | 小林亮                                              |
| 第23話 |          | 越獄與道具與沙漠之堇             | 岡田磨里         | 坂上吾郎          | 津田尚充          | 青野厚司 山田裕子                                   |
| 第24話 |          | 真相與戀與第二封印書庫           | 岡田磨里         | 木宮茂            | 木宮茂            | 飯飼一幸 杉藤小百合 内原茂 堀内博之                 |
| 第25話 |          | 寂靜與懶覺與絕望的故事           | 岡田磨里         | 澤村壘            | 向井正浩          | 海老原雅夫 小林亮 濱津武広                          |
| 第26話 |          | 贖罪與困惑與書中之書             | 岡田磨里         | 加藤敏幸          | 加藤敏幸          | 渡辺純子 土屋圭                                     |
| 第27話 |          | 世界之力量                       | 岡田磨里         | 市村徹夫 篠原俊哉 | 市村徹夫 篠原俊哉 | 海老原雅夫 小林亮 青野厚司 濱津武広 町田真一 門智昭 |

### 播放電視台
| 播放地區 | 播放電視台     | 播放日期                     | 播放時間（UTC+9）      | 所屬聯播網 | 備註                                |
| -------- | -------------- | ---------------------------- | ---------------------- | ---------- | ----------------------------------- |
| 日本全域 | Animax         | 2009年10月2日 - 2010年4月2日 | 週五 22:00 - 22:30     | 衛星電視   | LEVEL22檔期 高畫質播出              |
| 日本全域 | BS11           | 2009年10月3日 - 2010年4月3日 | 週六 24:00 - 24:30     | BS數位放送 | ANIME+檔期                          |
| 日本全域 | 萬代頻道       | 2009年10月5日 - 2010年4月5日 | 週一 12:00 更新        | 網路電視   | 第一集持續免費 後續集數播出一週免費 |
| 東京都   | 東京都會電視台 | 2011年8月8日 - 8月22日       | 週一至四 27:30 - 29:00 | 独立局     | 三集連播                            |
| 臺灣     | Animax         | 2011年10月24日-11月21日      | 星期一至五 22:30-23:00 | 有線電視   | UTC+8，有重播時段                   |

- 動畫已在香港animax台第三次播放，首播時間日期有待補完。第二次播放，2012年10月7日開始，晚上11至12時，逢星期日連播兩集。

## 外部連結
- Super Dash文庫 作品紹介（日語）
- Ultra Jump Egg （页面存档备份，存于）（日語）
- 動畫官方網站（日語）